# Біллсвілл (Огайо)
Біллсвілл (англ. Beallsville) — селище (англ. village) в США, в окрузі Монро штату Огайо. Населення — 355 осіб (2020).

## Географія
Біллсвілл розташований за координатами 39°50′56″ пн. ш. 81°2′7″ зх. д. / 39.84889° пн. ш. 81.03528° зх. д. (39.848869, -81.035391).  За даними Бюро перепису населення США в 2010 році селище мало площу 0,94 км², уся площа — суходіл.

## Демографія
Згідно з переписом 2010 року, у селищі мешкало 409 осіб у 174 домогосподарствах у складі 113 родин. Густота населення становила 435 осіб/км².  Було 196 помешкань (209/км²).
Расовий склад населення:
| - 97,8 % — білих |

До двох чи більше рас належало 2,2 %. Частка іспаномовних становила 0,0 % від усіх жителів.
За віковим діапазоном населення розподілялося таким чином: 22,5 % — особи молодші 18 років, 64,1 % — особи у віці 18—64 років, 13,4 % — особи у віці 65 років та старші. Медіана віку мешканця становила 39,8 року. На 100 осіб жіночої статі у селищі припадало 95,7 чоловіків;  на 100 жінок у віці від 18 років та старших — 94,5 чоловіків також старших 18 років.
Середній дохід на одне домашнє господарство  становив 40 611 долар США (медіана — 30 417), а середній дохід на одну сім'ю — 48 332 долари (медіана — 44 583). За межею бідності перебувало 23,6 % осіб, у тому числі 27,3 % дітей у віці до 18 років та 14,3 % осіб у віці 65 років та старших.
Цивільне працевлаштоване населення становило 142 особи. Основні галузі зайнятості: освіта, охорона здоров'я та соціальна допомога — 23,9 %, роздрібна торгівля — 19,0 %, сільське господарство, лісництво, риболовля — 19,0 %.